# Benjamin Nicaise
Benjamin Nicaise (ur. 28 września 1980 w Maisons-Alfort) – francuski piłkarz występujący na pozycji pomocnika. Od 2011 roku gra w RAEC Mons.

## Kariera klubowa
Benjamin Nicaise zawodową karierę rozpoczął w 2000 w AS Nancy. W debiutanckim sezonie rozegrał dla niego trzynaście meczów w Ligue 2 i w ligowej tabeli razem z zespołem uplasował się na piątej pozycji. W sezonie 2001/2002 Francuz był już podstawowym graczem Nancy - wystąpił w 35 pojedynkach i zdobył jednego gola. Latem 2004 Nicaise podpisał kontrakt z FC Metz, w barwach którego zadebiutował w rozgrywkach Ligue 1. W nowym klubie pełnił jednak rolę rezerwowego i przez cały sezon wziął udział tylko w czternastu ligowych spotkaniach. Metz zajęło szesnastą pozycję w tabeli i z trudem uniknęło degradacji do drugiej ligi.
Po zakończeniu rozgrywek Nicaise przeniósł się do Amiens, jednak plasował się z nim w dolnych rejonach tabeli i walczył o utrzymanie w drugiej lidze. W letnim okienku transferowym w 2007 francuski pomocnik przeprowadził się do Belgii, gdzie reprezentował barwy zespołu RAEC Mons. W barwach nowej drużyny 18 sierpnia w przegranym 3:1 pojedynku z Excelsiorem Mouscron Nicaise zadebiutował w Eerste Klasse. Przez cały sezon rozegrał 20 spotkań, w tym tylko trzy razy wchodził na boisko z ławki rezerwowych.
Mons zajęło w pierwszej lidze szesnaste miejsce, a Nicaise latem odszedł do Standardu Liège. W nowym klubie po raz pierwszy wystąpił 13 września 2008 w wygranym 2:0 ligowym meczu z Kortrijk. 27 listopada Francuz zadebiutował natomiast w rozgrywkach Pucharu UEFA, kiedy to Standard pokonał na wyjeździe Partizan Belgrad 1:0. W pierwszej części sezonu 2008/2009 trener László Bölöni w linii pomocy od pierwszych minut wystawiał czwórkę Wilfried Dalmat, Marouane Fellaini, Axel Witsel i Steven Defour. Nicaise pełnił rolę rezerwowego, jednak regularnie dostawał szanse gry.
Latem 2010 francuski gracz odszedł do Lierse. W 2011 roku najpierw trafił do Panthrakikosu, a następnie wrócił do Mons.